# Norbert Linke
Norbert Linke (* 5. März 1933 in Steinau/Oder, Niederschlesien; † 10. November 2020 in Borken) war ein deutscher Komponist, Musikwissenschaftler und Musikpädagoge.

## Leben
Der 1933 im niederschlesischen Steinau Geborene musste auf Grund der Versetzung seines Vaters 1942 dem Umzug seiner Familie nach Jarotschin folgen. Die Flucht 1945 führte ihn in abenteuerlicher Reise zunächst nach Oberbayern und schließlich 1946 nach Celle. Während der Schulzeit in Celle komponierte Norbert Linke neben Gelegenheitswerken im März 1952 das Singspiel Der Nachtwächter (nach der Posse von Theodor Körner) und Instrumentalwerke. An der staatlichen Hochschule für Musik in Hamburg studierte er von 1952 bis 1959 Komposition bei Ernst Gernot Klussmann und Philipp Jarnach.
Während der Darmstädter Internationalen Ferienkurse für Neue Musik (1962–1964) holte er sich bei Pierre Boulez, György Ligeti und Karlheinz Stockhausen den „letzten Schliff“. Von 1962 bis 1972 war er Lehrer am Albert-Schweitzer-Gymnasium in Hamburg, bevor er bis 1976 an der FHS Darmstadt als Dozent und Professor in der Musiklehrerausbildung tätig war.
Er war vor allem mit Kammermusik,  daneben auch mit Vokal- und Orchestermusik bekannt geworden. Linke erhielt zahlreiche Kompositionspreise (Hilversum, Darmstadt, Hamburg mehrfach, Hof, München, Bonn), darunter 1977 den Johann-Wenzel-Stamitz-Preis (Stuttgart).
Ab 1971 war er ordentliches Mitglied der Sektion Musik der Freien Akademie der Künste Hamburg. Ab 1976 lehrte er als ordentlicher Professor für Musik an der (mehrfach umbenannten und letztlich so bezeichneten) Universität Duisburg-Essen an deren Standort Duisburg.
Sein Pseudonym war Aaron Aachen.
Von 1985 bis 1991 war Norbert Linke 1. Vorsitzender der „Deutschen Johann Strauss Gesellschaft“ und seit 2013 deren Ehrenmitglied. 2020 wurde er Ehrenmitglied des vom Ur-Urenkel von Johann Strauss (Vater), Eduard Strauss geleiteten „Wiener Instituts für Strauss-Forschung“.

## Publikationen (Auswahl)
- Neue Wege in der Musik der Gegenwart. Wolfenbüttel 1975.
- Philosophie der Musikerziehung. Regensburg 1976.
- Heilung durch Musik?. Wilhelmshaven 1977.
- Wertproblem und Musikerziehung. Wolfenbüttel 1977.
- Robert Schumann – Zur Aktualität romantischer Musik, mit Gustav Kneip. Wiesbaden 1977: Ein Komponistenporträt als Unterrichtsreihe
- Musik in der sozialen Schule – Beiträge zu einer individual-psychologisch begründeten Musikdidaktik. Wilhelmshaven 1981.
- Johann Strauß (Sohn). Rowohlt Bildmonographie rm 50304, Reinbek 1982 (mehrere Nachauflagen, Übersetzungen ins Ungarische und Chinesische)
- Kein schöner Land. Niedernhausen/Taunus 1983 (zahlreiche Neuauflagen).
- Musik erobert die Welt – oder Wie die Wiener Familie Strauß die „Unterhaltungsmusik“ revolutionierte, mit einem Vorwort von Hans Weigel. Wien 1987.
- Es musste einem was einfallen – Untersuchungen zur kompositorischen Arbeitsweise der „Naturalisten“. Tutzing 1992.
- Franz Lehár. Rowohlt Bildmonographie rm 50427, Reinbek 2001.
- GEMA Malaise. Public Epistle über die fragwürdige Rechtsfähigkeit eines Vereins - kraft staatlicher Verleihung? Essen 2009.
- Indigo und die 40 Räuber - Die Operette als Geheimcode von Strauss & Genée. Wien 2016.
- Wie der Wiener Walzer nach Wien kam. Wien 2019.
- Die Geheimnisse der Fledermaus - Ich lade gern mir Gäste ein. Wien 2021.

## Kompositionen (Auswahl)
- 1952–1959: Indonesische Szenen (Klavier & Violine), Triptychon für Orgel
- 1960–1972: Polyrhythmika I, II und III (Klavier), Konkretionen 2 (Streichquartett), Lyrische Symphonie (1969 1. Preis beim Sinfoniewettbewerb des Bayerischen Rundfunks), Strati für Orchester, Organ Pops, Violencia (Violine solo)
- 1972–1976: Konzert für Violine und Orchester, Konkretionen V für Kammermusikensemble, Diri Dana (Folklore Kantate für Sopran, Alt, Bass & Tenor), Tschechische Lieder, Zugstücke für Klavier
- 1976–2012: Bagatellen (Akkordeon-Orchester), Rumbabagatelle (Klaviertrio), …und tausend Gedanken bind’ ich (Gesang), Dort im anderen Lande (Chor), ...denn ihr werdet Gott schauen (Orgel), Elegie über das Leiden der Menschen (Orgel), Inseln ünner den Wind (Kantate für Chöre und Orchester), Die Borchert-Lieder, Nachklänge aus Mähren, Nachklänge aus Wien, Ein kurzes Leben (Zyklus Meerbaum-Eisinger), Rilke-Lieder, Erinnerung an Czernowitz f. Orchester, Concentus (Orgel)